# The Highwaymen (country skupina)
The Highwaymen byla v letech 1985-1995 country skupina, ve které hráli přední představitelé tohoto žánru – Willie Nelson, Waylon Jennings, Johnny Cash a Kris Kristofferson. Za deset let společného vystupování vydali tři alba. Za první, Highwayman z roku 1985, obdrželi platinovou desku. Titulní píseň z tohoto alba, The Highwayman získala v témže roce ocenění Grammy za nejlepší country píseň roku.

## Diskografie
- 1985 Highway man (#1 US country)
- 1990 Highwayman 2 (#4 US country)
- 1995 The road goes on forever (#42 US country)

Kompilace
- 1995 The Highwaymen Ride Again
- 1999 Highwayman Super Hits
- 2005 Country Legends
- 2010 The Essential Highwaymen
- 2016 Live: American Outlaws (#12 US country)
- 2016 The Very Best of the Highwaymen (#22 US country)